# Hololepta insularis
Hololepta insularis är en skalbaggsart som beskrevs av Wenzel 1944. Hololepta insularis ingår i släktet Hololepta och familjen stumpbaggar. Inga underarter finns listade i Catalogue of Life.